# Dolni Tchiflik (obchtina)
La commune de Dolni Tchiflik (en bulgare: Община Долни чифлик - Obchtina Dolni Tchiflik) est située dans l'est de la Bulgarie.

## Géographie
La commune de Dolni Tchiflik est située dans l'est de la Bulgarie. Son chef-lieu est la ville de Dolni Tchiflik et elle fait partie de la région de Varna.

## Histoire
Les fouilles archéologiques révèlent une présence humaine, sur le territoire de l'actuelle commune de Dolni Tchiflik, depuis l'Antiquité. Les restes les plus anciens sur le territoire de la commune remontent aux Thraces, avec la forteresse Erak (lieu-dit Chérba) qui n'a toujours pas été fouillée de manière approfondie.
De l'époque romaine sont restées une série de ruines dont Erité, fort routier à l'embouchure du fleuve Kamtchiya ; Gemeto, mur d'enceinte près du village de Golitsa ; un four que l'on voit sur la route de la réserve de Chérba. En outre, la région était traversée par la route reliant Anchialos à Marcianopolis.
Les traces les plus visibles, de nos jours, remontent à l'Empire byzantin : sous le règne de Justinien (527-565) fut bâti, au nord de la partie orientale du Grand Balkan, un système défensif, contre les invasions barbares, composé d'un mur défensif et de tours carrées disposées de manière régulière le long de ce mur. Ce mur passait près des actuelles localités d'Obzor, Golitsa et Boulaïr. Non loin de cette ligne défensive se trouvaient des forts militaires dont on voit des restes près des localités de Dolni Tchiflik (lieu-dit Goliamo Kalé) et Golitsa (lieux-dits Boroun Gradichté, Bardarévo). Des cimetières et une basilique chrétiens (près du village de Chkorpilovtsi), un fortin bulgare sont des témoignages remontant au Haut Moyen Âge. Toutefois, la région semble avoir été abandonnée par la suite et elle a été envahie par les forêts.
Après la croisade de Ladislas III Jagellon (1444), le sultan ottoman Mourad II parvint à la conclusion que, pour assurer plus facilement la défense de l'empire, il devait peupler de Turcs le nord de son empire et, notamment, le nord et le nord-est de la Bulgarie. À cette fin, il donna l'ordre de peupler ces régions. D'après les sources écrites turques, Djemal Bey partit du Kurdistan, avec son entourage et des colons Turcs (peuple), et ils s'installèrent sur une partie du territoire de l'actuelle commune de Dolni Tchiflik. Djemal Bey répartit les colons ainsi que le bétail, rassemblé lors du trajet, en fonction des conditions naturelles qui existaient ; ainsi furent créées les actuelles localités de Dolni Tchiflik, Goren Tchiflik, Ptchélnik, Détélina. Il installa, ainsi :
- sur le territoire actuel de Dolni Tchiflik et de Détélina (ancien Dérvish) les éleveurs de chevaux et de petit bétail. Cette région était la partie basse du tchiflik, d'où le nom actuel de Dolni (« bas », en bulgare) Tchiflik ;
- sur le territoire actuel de Ptchélnik (ancien Kouvanlak) - dont le nom signifie, en bulgare, lieu où sont installées des ruches - les familles d'apiculteurs ;
- sur le territoire actuel de Goren (« haut », en bulgare) Tchiflik, les éleveurs de gros bétail ;
- sur le territoire actuel de Gorén, les éleveurs de bœufs et de bêtes de trait pour le travail de la terre ainsi que des bucherons et des artisans travaillant le bois.

La ville et la commune furent renommées Kamtchya en 1975 puis, Guéorgui Traykov en 1975. Leur nom d'origine - Dolni Tchiflik - leur fut rendu en 1990.

## Administration

### Structure administrative
La commune compte 1 ville et 16 villages :
| - ville de Dolni Tchiflik : 6672 hab. - 34,842 km2 - village de Bardarévo : 106 hab. - 9,34 km2 - village de Boulaïr : 152 hab. - 12,05 km2 - village de Chkorpilovtsi : 680 hab. - 10,96 km2 - village de Détélina : 656 hab. - village de Golitsa : 652 hab. - 48,82 km2 - village de Gorén Tchiflik : 1495 hab. - 42,23 km2 - village de Grozdyovo : 2400 hab. - 140,35 km2 - village de Krivini : 113 hab. - 13,52 km2 | - village de Nova Chipka : 318 hab. - 12,29 km2 - village de Novo Oryakhovo: 227 hab. - 14,15 km2 - village de Ptchélnik : 1645 hab. - 19,66 km2 - village de Roudnik : 511 hab. - 19,68 km2 - village de Solnik : 278 hab. - 34,52 km2 - village de Staro Oryakhovo : 2726 hab. - 39,46 km2 - village de Vénélin : 834 hab. - 16,06 km2 - village de Younéts (Юнец): 62 hab. - 17,22 km2 |

### Jumelages
La commune de Dolni Tchiflik est jumelée avec les communes de :
- Vysoké Myto (République tchèque).

## Galerie

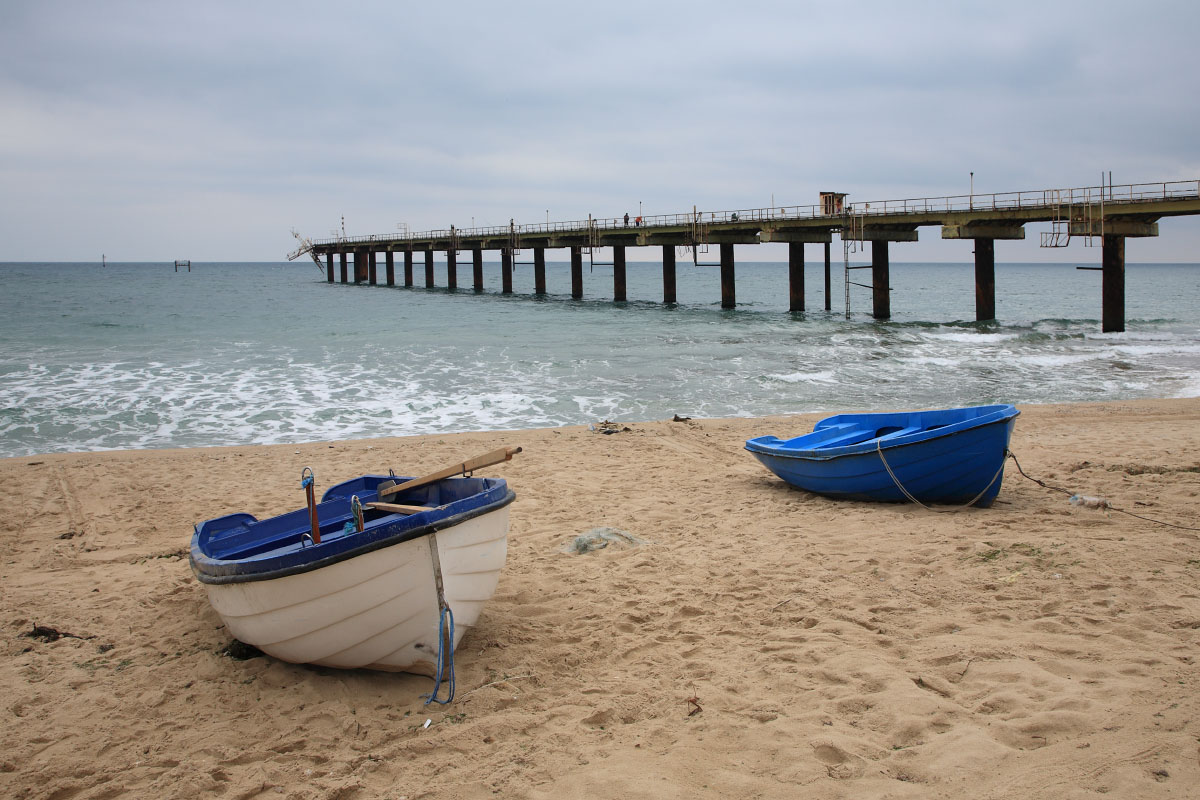
La plage à Chkorpilovtsi.